# Diamantfasan
Diamantfasan eller Amherstfasan (Chrysolophus amherstiae) er en hønsefugleart i familie med de almindelige fasaner. De stammer fra  områder i det sydvestlige centrale Kina og strækker sig ind i det sydøstlige Tibet og nordlige Myanmar. Hanen er en af de mest kontrastrige og farverige fasaner, og som den nært beslægtede guldfasan, derfor ofte for en fugl til voliere. Den mere kedelige høne er dog overvejende rødbrun og sortbåndet. I England blev arten introduceret i 1890, men kunne kun opleves i Buckinghamshire og Bedfordshire i fri natur. I sit hjemland findes diamantfasanerne i bjergskove, bambusjungle og buske, i højder op til 4500 m.
Hanen hos diamantfasanen er mellem 130 og 170 cm lang, hvor af står 86-115 cm på halen. Vinge fanget er 205-235 mm, vægten mellem 750 og 850 g. Hos hønen udgør halen 31-37,5 cm af de 66-68 cm kropslængde. Vinge fanget er 183-203 mm, vægten er ca. 600 til 800 g.